# Jelena Dubljević
Jelena Dubljević (in serbo Јелена Дубљевић?; Nikšić, 7 maggio 1987) è una cestista montenegrina.

## Carriera
Con il Montenegro ha disputato quattro edizioni dei Campionati europei (2011, 2013, 2015, 2021).

## Palmarès
- Campionato WNBA: 1

Los Angeles Sparks: 2016